# Dashkovaïta
La dashkovaïta o daixkovaïta és un mineral de la classe dels compostos orgànics. Va ser descoberta a la mina de ferro Korshunovskoye, óblast d'Irkutsk, a Rússia i rep el seu nom en honor de la presidenta de l'Acadèmia Russa de les Ciències Iekaterina Dàixkova (1743 - 1810).

## Característiques
La dashkovaïta és una substància orgànica de fórmula química Mg(HCOO)₂(H₂O)₂. Cristal·litza en el sistema monoclínic en fibres de fins a 3 mm de llarg. És de color blanc i la seva duresa a l'escala de Mohs és 1.
Segons la classificació de Nickel-Strunz, la dashkovaïta pertany a «10.AA - Sals d'àcids orgànics: formats, acetats, etc» juntament amb els següents minerals: formicaïta, acetamida, calclacita, paceïta i hoganita.

## Formació i jaciments
La dashkovaïta és un mineral de formació rara que ha estat trobat en filons hidrotermals en serpentines en marbres dolomítics.
La dashkovaïta ha estat trobada al lloc on va ser descoberta i a la localitat propera de dipòsit de bor de Solongo, a l'altiplà de Vitim, Buriàtia, també a Rússia.
Ha estat trobada associada amb els següents minerals: shabynita, iowaïta, ekaterinita, korshunovskita, halita i hidromagnesita.